# Феодор (префект претория)
Феодор (лат. Theodorus) — восточноримский политический деятель середины V века.
О происхождении Феодора ничего неизвестно. В 444 году он находился на посту префекта претория Иллирии. В 451 году Феодор присутствовал на Халкидонском соборе. К нему адресована одна из новелл Феодосия II.